# Didi Roos
Rachel (Didi) Hertz-Roos (Rotterdam, 13 april 1923 – Herzliya, 16 november 1989) was een Nederlandse verzetsstrijdster. Zij dook aanvankelijk onder vanwege haar Joodse afkomst en werd daarna actief als koerierster.

## Levensloop
Roos werd geboren in Joods gezin in Rotterdam. Haar vader overleed toen ze vier was, drie jaar later hertrouwde haar moeder. Haar ouders vonden dat hun kinderen na de basisschool financieel moesten bijdragen aan het gezinsleven en moesten gaan werken. Roos wilde echter doorstuderen en kreeg haar zin. Zij volgde een opleiding tot kinderjuffrouw.
In augustus 1941 – ruim een jaar na de Duitse inval in Nederland - verloofde Roos zich met de, eveneens Joodse, architect Marcel Hertz. In juli 1942 ontving diens familie een oproep voor transport naar het oosten. Op aandrang van Martha Nagtegaal, een vroegere werkneemster van de familie-Hertz, dook de hele familie inclusief Roos en haar moeder onder. Zij vonden onderdak bij verschillende familieleden van Nagtegaal. Hertz kwam terecht in Bennekom
Roos – die zich uitgaf als niet-Joodse - raakte betrokken bij het verzet als koerierster voor Derk Wildeboer, de leider van het verzet in Ede. In mei 1943 sloot deze groep zich aan bij drie andere groepen die in die buurt actief waren in Bennekom, Lunteren en Ederveen. Het was Roos' verantwoordelijkheid het contact te onderhouden tussen de commandanten van de ondergrondse en de activisten, die voornamelijk plaatsen voor Joodse onderduikers zochten en voor diegenen die geen verklaring van solidariteit met de Duitsers wilden afleggen. In augustus 1944, toen de verzetsgroepen zich verenigden in de Binnenlandse Strijdkrachten, kreeg Rachel meer werk te doen en nam ze ook deel aan andere niet-gewelddadige activiteiten, met de bedoeling de officiële instructies van de Duitsers te dwarsbomen door ze te verdraaien.
Na de Slag om Arnhem in september 1944 bleven veel geallieerde soldaten steken achter de Duitse linies, gedeeltelijk gewond en zonder uitrusting en voedsel. De verzetsgroepen hielpen mee om deze soldaten te verbergen en te verzorgen, en ze zelfs de Rijn over te zetten om zich weer bij hun troepen te voegen. Ook Roos nam deel aan deze activiteiten naast haar andere taken, die voornamelijk bestonden uit het koken en verzorgen van gewonden, en nu werkte ze ook mee als koerierster voor het overzetten van de soldaten over de Rijn om zich weer bij hun troepen te voegen.
Op 17 november 1944 werd Roos door de Duitsers opgepakt terwijl ze de boerderij van Evert Thomassen bezocht. De Duitsers waren achter dit adres gekomen na de arrestatie van Berend Dijkman, districtsleider van de Binnenlandse Strijdkrachten van het westelijke Veluwegebied. De Duitsers troffen ook Dijkmans archief aan. Tijdens de verhoren sloeg hij volledig door en gaf zijn ondervragers alle informatie die waar ze naar vroegen.
Tijdens Roos' arrestatie lukte het haar de brieven van de commandant van de ondergrondse verzetsgroep die ze bij zich had te vernietigen. Ook slaagde ze er in de Sicherheitsdienst (SD) ervan te overtuigen dat ze iemand zou ontmoeten op een openbare plaats in Lunteren. Haar vluchtpoging mislukte. Ze werd in haar been geschoten en naar het regionale hoofdkwartier van de SD in Apeldoorn getransporteerd. Ondanks dat ze gemarteld werd liet Roos geen informatie los. Zij werd onder andere verhoord door de SD-ers Theodoor Verhulsdonck, Eugeen Dirckx en Emiel Thonon. Haar vluchtpoging was wel waargenomen door een lid van het verzet, waardoor de leiding van het Edese verzet snel op de hoogte was van Roos' arrestatie. Dat leidde tot grote zorgen, omdat zij op de hoogte was van de plannen voor Operatie Pegasus II. Ironisch genoeg was Wildeboer er van overtuigd dat Dijkman kon zwijgen, in tegenstelling tot bijvoorbeeld "dat jonge meisje Didi"
In Apeldoorn werd Roos gedwongen om de executie van tien verzetsleden, waaronder Tonny Amsens te aanschouwen. Ze werd niet ter dood veroordeeld, omdat haar joodse wortels niet bekend waren en haar betrokkenheid bij het verzet niet bewezen kon worden. Na drie maanden in gevangenschap en met het oprukken van de geallieerden in Nederland, werd ze in maart 1945 samen met andere gevangenen van Apeldoorn overgebracht naar Kamp Westerbork in Drenthe. Begin april, toen de kanonnen van de geallieerden al te horen waren, begonnen de Duitsers hun terugkeer naar het thuisland voor te bereiden en moesten de jonge vrouwen te voet een lange weg afleggen. Tijdens de tweede nacht slaagde ze erin te vluchten en vond onderdak bij een boer. De volgende dag hoorde ze dat ze zich in inmiddels bevrijd gebied bevond. Ze keerde terug richting Ede, waar ze op 9 mei 1945 in het gemeentehuis van Ede met Marcel Hertz trouwde. Ze werden in de echt verbonden door Derk Wildeboer.

### Na de oorlog
Samen met haar man en inmiddels twee kinderen emigreerde Roos in 1950 naar de nieuw gevormde staat Israël waar ze in Holon kwamen te wonen. In 1954 kreeg het paar een derde zoon. Roos overleed in 1989 toen ze terugkwam van een bezoek uit Nederland, waar de familie-Nagtegaal de Yad Vashem-onderscheiding Rechtvaardige onder de Volkeren ontving.

## Onderscheidingen
In het Tropenmuseum in Amsterdam ontving Roos in november 1946 de Amerikaanse Medal of Freedom. In 1948 ontving Roos de Britse King's Medal for Courage in the Cause of Freedom.
De gemeente Ede maakte in april 2017 bekend dat er in de nieuw te bouwen verzetsheldenbuurt een Didi Rooslaan komt.